# Dissotrocha hertzogi
Dissotrocha hertzogi is een raderdiertjessoort uit de familie Philodinidae. De wetenschappelijke naam van deze soort is voor het eerst geldig gepubliceerd in 1939 door Hauer.